# 國際游泳名人堂
國際游泳名人堂與博物館（英語： International Swimming Hall of Fame and Museum，縮寫：ISHOF），是一座位於美國佛羅里達州羅德岱堡名人堂車道一號由私人所營運的歷史博物館與名人堂，是美國與世界研究游泳歷史的中心。展品範圍包含古代藝術與游泳歷史上的著名時刻（從古至今）的原始藝術畫作與其複製品、泳衣、公民權等等，同時也展出曾經對於推廣水上運動領域或在此運動領域中出色人物的相關大事記與文物。並經國際游泳總會（FINA）所認可作為水上運動的官方會館。

## 沿革
國際游泳名人堂與博物館是一座由首任執行長巴克道森（Buck Dawson）於1964年11月23日註冊於佛羅里達州的非營利性質的教育機構。9個月後，1965年8月，50公尺游泳池、25碼跳水池與熱身池陸續完工。這個初步規格的游泳名人堂於1965年12月27日被公開，由來自全美50個州及世界上11個國家的4500名泳者與觀眾所見證。1968年時，在墨西哥城所舉行的夏季奧林匹克運動會上，FINA 105個國家代表於會議中贊成將名人堂名稱定為“國際游泳名人堂”（International Swimming Hall of Fame），因此舊有的游泳名人堂成為第一座世界認可的全方位運動名人堂。1969年6月16日，公司的組織文章將名稱修訂為“國際游泳名人堂”（International Swimming Hall of Fame）來作為呼應。

## 使命
國際游泳名人堂與博物館聚焦透過營運世界游泳博物館來宣導游泳作為基本生活技能及運動上的益處，並且持續不斷地為從事以下六個水上體育運動的分支的人們付出貢獻以及達成使其更為傑出的成就：
- 競賽游泳、
- 水球、
- 跳水、
- 公開水域游泳 (又名馬拉松游泳)、
- 水上芭蕾 與
- 成人游泳

國際游泳名人堂與博物館在以下數個體育分類上，入選並授獎在各個項目中的傑出參與者：
- 游泳運動員
- 跳水運動員
- 水球運動員
- 水上芭蕾游泳運動員
- 公開水域/馬拉松游泳運動員
- 成人游泳運動員
- 教練
- 奉獻者（水上運動）
- 先驅

## 會員
於1965年，名人堂選入首批21位會員。
| 入選年份 | 姓名                 | 國籍 | 分類               |       |
| -------- | -------------------- | ---- | ------------------ | ----- |
| 1966     | Dave Armbruster      | 美国 | 教練               |       |
| 1967     | 米勒·安德森          | 美国 | 跳水運動員         |       |
| 1969     | 格蕾塔·安诺生        | 丹麦 | 游泳運動員         |       |
| 1976     | 詹姆斯·康索門        | 美国 | 教練               |       |
| 1979     | 黛安娜·耐德          | 美国 | 游泳運動員         |       |
| 1986     | 埃里克·阿德勒斯      | 瑞典 | 先驅跳水運動員     |       |
| 1986     | Teresa Andersen      | 美国 | 水上芭蕾游泳運動員 |       |
| 1989     | 青木真弓             | 日本 | 游泳運動員         |       |
| 1990     | 汉内洛蕾·安克        | 德国 | 游泳運動員         |       |
| 1990     | Ransom Arthur        | 美国 | 奉獻者             |       |
| 1994     | 周繼紅               | 中国 | 跳水運動員         |       |
| 1996     | 邓肯·阿姆斯特朗      |      | 游泳運動員         |       |
| 1997     | 新井茂雄             | 日本 | 先驅游泳運動員     |       |
| 1998     | 蒂姆·麦基            | 美国 | 游泳运动员         |       |
| 1998     | 高敏                 | 中国 | 跳水運動員         |       |
| 1998     | Abdellatief Abouheif | 埃及 | 公開水域游泳運動員 |       |
| 2000     | 譚良德               | 中国 | 跳水運動員         |       |
| 2000     | 許艷梅               | 中国 | 跳水運動員         |       |
| 2003     | 徐益明               | 中国 | 教練               |       |
| 2005     | 伏明霞               | 中国 | 跳水運動員         |       |
| 2006     | 熊倪                 | 中国 | 跳水運動員         |       |
| 2006     | Jane Asher           | 英国 | 成人游泳運動員     |       |
| 2007     | 孫淑偉               | 中国 | 跳水運動員         |       |
| 2012     | 田亮                 | 中国 | 跳水運動員         |       |
| 2013     | 穆成寬               | 中国 | 先驅游泳運動員     |       |
| 2013     | 穆祥雄               | 中国 | 先驅游泳運動員     |       |
| 2013     | 戚烈雲               | 中国 | 先驅游泳運動員     |       |
| 2013     | 胡佳                 | 中国 | 跳水運動員         |       |
| 2015     | 梁伯熙               | 中国 | 先驅跳水運動員     |       |
| 2015     | 勞麗詩               | 中国 | 跳水運動員         |       |
| 2016     | 郭晶晶               | 中国 | 跳水運動員         | [ 3 ] |
| 2016     | 鮑勃·波曼            | 美国 | 教練               |       |

## 外部連結
- （英文）International Swimming Hall of Fame （页面存档备份，存于）
- （英文）International Marathon Swimming Hall of Fame （页面存档备份，存于）
- （英文）History of Swimming in Fort Lauderdale and the International Swimming Hall of Fame webpage. International Swimming Hall of Fame website